# (11975) 1995 FA1
1995 أف أي 1 (ويعرف أيضًا باسم (11975) 1995 أف أي 1 وفق تسمية الكوكب الصغير) (بالإنجليزية: 1995 FA1)‏ هو كويكب ضمن حزام الكويكبات؛ وترتيبه 11975 من حيث الاكتشاف.
اكتُشف هذا الجُرم الفلكي بواسطة Stefano Mottola ‏ في 31 مارس 1995.

## وصلات خارجية
- (11975) 1995 FA1 في قاعدة بيانات مختبر الدفع النفاث لأجرام النظام الشمسي الصغيرة

- الاكتشاف · مخطط المدار ·  العناصر المدارية · المعلمات المادية

- (11975) 1995 FA1 على موقع ويكي سكاي: DSS2, SDSS, GALEX, IRAS, Hydrogen α, X-Ray, Astrophoto, Sky Map, Articles and images